# ويليام غارسيا
ويليام غارسيا (بالإنجليزية: William Garcia)‏ هو عداء مراثوني أمريكي، ولد في 28 مارس 1877 في أوكلاند في الولايات المتحدة، وتوفي بنفس المكان في 12 أغسطس 1951.

## وصلات خارجية
- ويليام غارسيا على موقع أوليمبيديا (الإنجليزية)